# Chainpur (Bajhang)
Chainpur (nep. चैनपुर, trl. Cainpur, trb. Ćajnpur) – gaun wikas samiti w zachodniej części Nepalu w strefie Seti w dystrykcie Bajhang. Według nepalskiego spisu powszechnego z 2011 roku liczył on 1204 gospodarstwa domowe i 6642 mieszkańców (3273 kobiety i 3369 mężczyzn).